# Santa Cruz de la Zarza
Santa Cruz de la Zarza község Spanyolországban, Toledo tartományban. Santa Cruz de la Zarza Corral de Almaguer, Villatobas, Villarrubia de Santiago, Villarejo de Salvanés, Villamanrique de Tajo, Fuentidueña de Tajo, Zarza de Tajo, Belinchón, Tarancón, Fuente de Pedro Naharro, Horcajo de Santiago és Cabezamesada községekkel határos. Lakosainak száma 4100 fő (2024).

## Népesség
A település népessége az utóbbi években az alábbiak szerint változott:
| Lakosok száma | 4478 | 4681 | 4775 | 4929 | 4891 | 4538 | 4285 | 4129 | 4097 | 4100 |
|               | 2001 | 2004 | 2007 | 2009 | 2012 | 2014 | 2017 | 2019 | 2022 | 2024 |